# As Revelações Picantes dos Grandes Chefs
As Revelações Picantes dos Grandes Chefs (em inglês: The Bedroom Secrets of the Master Chefs) é o sexto romance do escritor escocês Irvine Welsh. Foi publicado na Escócia, em 2006, pela editora Jonathan Cape. No Brasil foi lançado em 2008, pela editora Rocco, com tradução de Daniel Frazão e Maira Parula.

## Enredo
Danny Skinner e Brian Kibby trabalham na equipe de inspeção de restaurantes de Edimburgo, como fiscais sanitário.
Skinner é um homem que bebe muito, e que está envolvido em hooliganismo no futebol e torce pelo time local, o Hibernian FC. Ele está lendo um livro do chef Alan de Fretais, de Edimburgo, chamado As Revelações Picantes dos Grandes Chefs.
Ele sente uma forte antipatia por Kibby, e o intimida e o prejudica frequentemente no trabalho.
Kibby é tímido e introspectivo, bebe Horlicks, coleciona modelos de trens e joga compulsivamente um jogo de computador chamado Harvest Moon. A vida social de Kibby se resume a um grupo de caminhadas, chamado Hyp Hykers, e participações em convenções de Star Trek.
O enredo se desenvolve a partir a relação de Skinner com o álcool e sua busca por seu pai, desconhecido. Seu alcoolismo faz com que ele perca sua namorada Kay. Gradualmente, ele percebe que os danos que deveriam ser sentidos por ele devido ao seu estilo de vida são infligidos a Kibby. Por um tempo ele gosta disso, mas quando Kibby fica mortalmente doente, ele percebe que precisa dele. Quando Kibby sai do hospital após um transplante de fígado (causado indiretamente pelo alcoolismo de Skinner), os dois percebem que sua dependência é mútua.

## Temas
O livro marca uma mudança de direção na bibliografia de Welsh. Embora ecstasy, cannabis e cocaína sejam mencionados de passagem, há pouca referência à cena das danceterias dos anos 1990, ao contrário de suas obras anteriores. É o abuso do álcool que pontua o romance, juntamente com os temas da identidade pessoal.